# Gaëtan Perrin
Gaëtan Perrin (* 7. Juni 1996 in Lyon) ist ein französischer Fußballspieler, der bei der AJ Auxerre in der Ligue 1 spielt.

## Karriere
Perrin entstammt der Jugendakademie von Olympique Lyon, wo er 2005 mit dem Fußballspielen begann. Im Jahr 2015 stand er mit der U19 im Finale der Coupe Gambardella, was man gegen den FC Sochaux verlor. In der UEFA Youth League spielte er in der Saison 2015/16 auch noch viermal, wobei er viermal traf und drei Tore vorbereitete. Am 14. Februar 2016 (26. Spieltag) wurde er in der Ligue 1 bei einem 4:1-Sieg über SM Caen spät eingewechselt und gab somit sein Profidebüt. Einen Monat später (31. Spieltag) wurde er gegen den FC Nantes erneut eingewechselt und schoss schon sein erstes Tor in der höchsten französischen Spielklasse. In der gesamten Spielzeit spielte er dreimal im Profiteam, wobei er dieses eine Mal traf.
In der Winterpause der Saison 2016/17 wurde er an den Zweitligisten US Orléans verliehen. Neun Tage später wurde die Leihe jedoch vom französischen Verband abgelehnt und Perrin verblieb den Rest der Spielzeit bei Lyon. Nachdem er auch im Rest der Saison zu keinem Einsatz mehr kam, wurde er nach dem Zwangsverkauf von Jean-Eudes Aholou im Sommer 2017 tatsächlich an Orléans verliehen. Dort spielte er in der Spielzeit 2017/18 28 Mal, wobei er dreimal traf. Im Winter 2018 wurde er von Orléans fest verpflichtet. Die Saison 2018/19 beendete er mit zwei Treffern in 25 Spielen und vier weiteren Toren in sechs Pokalspielen bis zum Ausscheiden im Viertelfinale. In der Spielzeit 2019/20 bestritt er erneut 25 Spiele und traf dreimal in der Ligue 2. Mit Orléans stieg er jedoch als Tabellenletzter in die National ab. Dort traf er 2020/21 13 Mal in 33 Einsätzen wettbewerbsübergreifend, wobei er zudem neun Tore auflegte.
Im Sommer 2021 wechselte er zurück in die Ligue 2 zur AJ Auxerre. In insgesamt 40 Spielen traf Perrin sechsmal und stieg über die Relegation in die Ligue 1 auf. Auch hier war er Stammkraft und spielte nahezu jedes Spiel.